# Cours papa, cours !
Cours papa, cours ! est un recueil de nouvelles de la romancière sud-coréenne Kim Ae-ran, paru en 2005.

## Résumé
Dans ce recueil de nouvelles thématiques, la famille est au centre des histoires et tout particulièrement visée la place du père. Historiquement dominante, la place du père s’est largement effritée ces dernières décennies en Corée du Sud (à partir des années 1980), obligeant ainsi à une recomposition familiale.
Cette présence-absence du père est traitée par Kim Ae-ran d’une façon humoristique. Plutôt que de recourir à la dénonciation, au réquisitoire, elle déplace les lignes de la critique vers une forme d’humour décalé, qui surprend le lecteur par son caractère spontané et par la liberté. Chacun des textes est un hymne à l’amour autant qu’une mise en exergue de jeux sociaux qui s’ajustent mal, de cette impossibilité à dire au moment où cela doit être dit, sans jamais recourir au drame, sans jamais accuser ses personnages de tous les maux. Il y aura toujours une porte de sortie, une fin honorable, même pour ce père ridicule, immature et couard ou pour cette mère, souvent mère-courage mais qui a bien du mal à se faire aimer. Kim Ae-ran se situe résolument aux côtés de ses personnages. Mal placés pour interpréter leur environnement, mal ajustés dans leurs rapports aux autres, ces personnages n’en dégagent pas moins une sensibilité qui nous les fait prendre en sympathie ou en affection. Dans un deuxième volume à paraître prochainement, avec un style toujours aussi concis et un humour souvent fracassant, Kim Ae-ran poursuit ses investigations parmi la vie des jeunes Sud-Coréens, leurs difficultés, leurs espoirs et la malice qu’il leur faut mettre à profit pour se tirer des situations les plus compliquées.